# Syzygium cornifolium
Syzygium cornifolium är en myrtenväxtart som först beskrevs av Carl Ludwig von Blume, och fick sitt nu gällande namn av Elmer Drew Merrill och Lily May Perry. Syzygium cornifolium ingår i släktet Syzygium och familjen myrtenväxter.
Artens utbredningsområde är Sulawesi. Inga underarter finns listade i Catalogue of Life.